# Cubocephalus baldaufii
Cubocephalus baldaufii là một loài tò vò trong họ Ichneumonidae.